# ビート・キッズ
『ビート・キッズ』（Beat Kids）は、風野潮が1998年7月に発表した、子ども向け小説。全2巻。また、ビート・キッズシリーズの第1巻。2005年に『ビートキッズ』として映画化された。
第9回椋鳩十児童文学賞,第38回講談社児童文学新人賞,第36回野間児童文芸新人賞受賞作。

## ストーリー
だんじりのビートを心に持つ主人公・横山英二は、同じ中学の吹奏楽部部長兼指揮者兼ドラムメジャー兼パーカッション担当の菅野七生に、クラリネットの竹内望を通し入部するように言われる。その内容は"1年生の"パーカス"が退部したため代わりに入部してほしい"との事だった。その1年のパーカスがいないため3年生の時に出る万博公園のドリルフェスティバルに出られない。勧められ入部し、パーカッションのパートでバスドラムを叩く英二。だが七生の過去、父との関係などから悩むことになる。

## 登場人物

### 主要人物
- 横山英二（よこやま えいじ）

物語の主人公。中学2年生。大阪府岸和田市生まれでだんじり祭の下に育ち、T市（豊中市と思われる）の学校に転校してきた。七生曰く正直者でアホ。その言葉通り自らを「アホ」と称し、入部した際に七生から自己PRを求められた時「おれはすごいあほです」と答えたほど。入部した後、パーカッションパートを担当し主にバスドラムを担当していた（そのほか小説内で確認できるのはシンバル・スネア（の練習））。入部した当時（英二らが中学2年生の時）1年生の"パーカス"が退部したため代わりに入部するように望から伝えられるが、実際は七生自らの希望によるスカウトであった。病弱な母親と酒好きの父親を持ち、裕福ではないが明るい家庭に育った。
- 菅野七生（かんの ななお）

吹奏楽部部長兼指揮者兼ドラムメジャー。男子。性格から命令口調でしか話せない。英二や吹奏楽部員曰く"天才ドラマー"で、君島正司らと共に12歳（小学6年生）の時に余興として出場した。実家は楽器店で音楽の英才教育を受けて育ったが、遠縁から貰われてきた養子であることから家族に対するコンプレックスを抱えている。

### 吹奏楽部員
七生が率いるT市中学校の吹奏楽部。
本部のパーカッション英二と、同じくパーカッションの七生については、主要人物を参考のこと
特筆がない限り吹奏楽部員は女子生徒
- 竹内望（たけうち のぞみ）

クラリネット担当。英二に直接吹奏楽部に入部させる話をした。小説では物語に欠かせない人物となっているが、映画では（小説ほど）出番はない。英二曰く成績が良く、生徒会で書記局をやっている。よく喋る（ゲラ子）。中学の時英二とクラスは同じ。1作目ビート・キッズ（以下:I）では英二を美形と言っている程度だが、IIでは英二に明らかな恋愛感情を抱く。

### ビート・キッズ
ゲンタ率いるM高校軽音楽部にあるバンド。（映画ではナナオの協力で組まれた）
本バンドのドラムの英二については、主要人物を参考のこと
- 源太一（みなもと たいち,ゲンタ）

ビート・キッズのシンガーソングライター。映画ではギターも弾いているが、小説（II）ではアコギを弾く姿が描写されている。ちなみにそのアコギはあまり使っていないらしく、弦が汚い（英二曰く）。英二と同じクラス。

## 映画
「ビートキッズ」（BEAT KIDS）のタイトルで映画化。2005年6月4日公開。監督は俳優としても活躍した塩屋俊。キャッチフレーズは「これが俺らの鼓動（ビート）やねん!!」。

### あらすじ
エージは岸和田生まれ岸和田育ちの少年。岸和田といえば名物だんじり。昔だんじりの花形の大工方だった父を持つエージには、だんじりのビートを独り言で言うほどまでだんじりのリズムが体に備わっている。そんなエージは岸和田から転校することに。登校中、いつものようにだんじりのビートをブツブツ呟いていると、転校先の女子生徒に吹奏楽部へ来るように言われる。練習を見に行くだけのエージであったが、そこでは吹奏楽部をまとめる女生徒ナナオによって強制的に入部させられ、バスドラムを叩くことに。
初めは嫌々であったエージであったが、ナナオの自宅に於いて、ナナオのドラム演奏を見たエージは心から聴こえるだんじりのビートと演奏の迫力が相重なって失神。エージはドラムの繰り出すビートの虜となる。一方、ナナオもエージの上達の早さとアホさ加減によって、エージに自身の辛い体験を話したり、口調がやさしくなったりと変わっていく。
ある日ナナオはエージに悪ガキ3人組を紹介する。その3人はエージ達の高校で問題を起こし、停学処分明けになったばかり。しかし、この3人は停学中にナナオの手引きによりロックに目覚め、バンドを組んでいた。すぐに意気投合したエージは彼らのバンドのドラム担当になり、「ビートキッズ」を結成する。
1年もすると、「ビートキッズ」はエージ達の高校文化祭イベントの大トリを任されるほどの知名度、人気、実力があった。そんな時、あるきっかけでバンド「ブラック・フェニックス」がエージを1回だけ貸してほしいという話を「ビートキッズ」に持ち出す。成り行き上、断れないエージは助っ人として出ることを決める。しかし、「ブラック・フェニックス」のイベントと文化祭は同じ日。つまりダブルブッキングである。

### 製作
主人公エージ役とエージが組んだバンド「ビートキッズ」のメンバーは実際に音楽活動をしていたバンド「HUNGRY DAYS」のメンバーである。これは、事前に行われた全国規模の主人公募集オーディションにより選ばれたものである。本作品の主題歌「喜怒哀楽」や「ビートキッズ」が演奏している曲は「HUNGRY DAYS」の歌であり、作詞・作曲も彼らでやったものである。
相武紗季は様々な楽器を演奏できる天才少女、ヒロインのナナオ役を演じた。ドラムやピアノを演奏しているシーンがあるが、これは相武本人の演奏であり、迫力あるドラム捌きは本作品の見所である。なお、本作は全て役者が演奏している。
この映画の舞台である大阪府と岸和田市は、この映画に全面協力している。だんじり祭りのシーンではだんじりから衣裳まで、実際の岸和田だんじり祭りのものである。出演者にはピアノを弾く音楽教師役を大阪府知事（当時）の太田房江、ピアノに合わせて歌う生徒役を大阪府立春日丘高校音楽部（旧合唱部）、大阪に本社のある吉本興業からぼんちおさむや陣内智則などが出演している。また全国でも吹奏楽において何度も優勝したことのある、大阪府立淀川工業高校（現大阪府立淀川工科高等学校）が劇中のマーチングシーンに出演している。ロケ地も、大阪城公園、舞洲アリーナなどの名所が使われた。

### 登場人物
エージ：森口貴大（HUNGRY DAYS）
この作品の主人公。自ら奏でることができるほどだんじりのリズムが身についていて、ドラムに触れたことがなかったにもかかわらず、わずか1年でバンドのビートを奏でてしまうほどの音楽センスの持ち主。またはアホである。
ナナオ：相武紗季
ヒロイン。天才的な音楽センスと、吹奏楽部において絶対的なカリスマ性を持つ。カンノ君とも呼ばれる。
ゲンタ：市道信義（HUNGRY DAYS）
「ビートキッズ」のボーカル兼ギター。ナナオのドラム演奏に失神した1号である。学校の問題児でありお調子者であるが、ボーカルとしての声量はかなりのものである。
シゲ：古河弘基（HUNGRY DAYS）
「ビートキッズ」のベース兼コーラス。ナナオによってロックに目覚めた一人。問題児であるが、クールである。
サトシ：田中康平（HUNGRY DAYS）
「ビートキッズ」のギター兼コーラス。彼もナナオによってロックに目覚めた一人。問題児であり、変な英語を使う。
エージの母親：余貴美子
名前は不明。やさしいが、病弱な母親。お腹のなかには出産予定の女の子がいる。
エージの父親：豊川悦司
名前は不明。昔はだんじりの花形の大工方だったが、だんじりから落下し怪我をした。現在はギャンブルに溺れる頼れない父親である。エージからはヘタレとも呼ばれる。
タクミ：杉浦太陽
イケメン3人と女が1人の「ブラック・フェニックス」のボーカル兼ギター。「ブラック・フェニックス」のリーダーでもある。
アツシ：杉浦太雄
「ブラック・フェニックス」のギタリスト。
Kちゃん：井上美琴
ゲンタがチャットで知り合ったロック好き仲間。その正体は「ブラック・フェニックス」のドラマーであった。
細井先生：渡辺いっけい
エージ達の高校声楽部の顧問で典型的な頭の堅い教師。吹奏楽部を野蛮だとけなし、ナナオ達吹奏楽部の天敵である。またロックは音楽じゃないと思っており、「ビートキッズ」が文化祭のイベントに出ることを快く思っていない。そのため「ビートキッズ」へのナナオからのビデオレターを下校時間が過ぎていることを理由にコンセントを抜き中断させた。
校長先生：中村雅俊
エージ達の高校の校長先生。教育者として生徒達に問題があればしかるべき処置を下すときもあるが、生徒達の理にかなっている意見はその意見を受け入れるという素晴らしき先生。
- タカタカ - 辰巳奈都子
- マコマコ - 松田まどか
- リンリン - 前中潤子
- ルンルン - 池田朱花
- 武司 - 鶴田祐也
- 上田 - 高木章
- 西先生 - 米谷昭良
- 蔵田先生 - 桐谷健太
- ナナオの父親 - ぼんちおさむ
- 教頭先生 - 前田五郎
- 音楽教師 - 太田房江

### スタッフ
- 監督 - 塩屋俊
- 脚本 - 原田眞人
- 撮影 - 阪本善尚
- 音楽 - 亀田誠治
- 原作 - 風野潮
- 製作 - ウィル・ドゥー、松竹、東芝EMI（Virgin Music）、ショウゲート、オリコン、関西どっとコム、朝日放送、イエス・ビジョンズ

### 主題歌
- 『喜怒哀楽』HUNGRY DAYS

作詞・作曲：古河弘基